# Korey Jarvis
Korey Jarvis (4 de octubre de 1986) es un luchador canadiense de lucha libre. Participó en tres Campeonatos Mundiales, consiguiendo un 15.º puesto en 2013. Ganó una medalla de plata en los Juegos Panamericanos de 2015 y el séptimo lugar en 2011. Subió en seis ocasiones al podio en Campeonatos Panamericanos, al segundo escalón en 2013. Obtuvo dos medallas en Juegos de la Mancomunidad, de oro en 2014. Vicecampeón de Mancomunidad en 2007.